# Švejdův smrk
Švejdův smrk byl smrk ztepilý rostoucí u stezky vedoucí od Plešného jezera k vrcholu Plechého, který je s 1378 metry nad mořem nejvyšší horou české části Šumavy. V době svého nálezu byl považován za druhý nejstarší smrk na Šumavě, jehož stáří bylo odhadnuto na více než 559 let (starší byl pouze Želnavský smrk, který pokáceli Schwarzenbergové v roce 1866 ve věku 585 roků). Při výzkumu starých stromů Šumavy, který prováděla Mendelova univerzita byly nalezeny i starší exempláře, přesto Švejdův smrk patří k nejstarším známým smrkům na Šumavě. Smrk rostl v nadmořské výšce 1154 metrů nad mořem.
V roce 2004 po napadení kůrovcem uschl a v roce 2009 dřevorubci již suchý kmen z bezpečnostních důvodů pokáceli. Tehdy si Luděk Švejda, pracovník Informační a strážní služby Národního parku Šumava, povšiml mimořádné hustoty letokruhů na jeho kmeni. Pařez druhého nejstaršího smrku označuje informační tabule, která připomene tohoto významného pamětníka původního pralesa. Upravené výřezy z kmene tohoto historického smrku si mohou prohlédnout návštěvníci informačních středisek Správy NP Šumava v Nové Peci, Kašperských Horách, Stožci, Kvildě, Alžbětíně, na vimperském zámku a v administrativní budově Správy Národního parku Šumava ve Vimperku. Jeden výřez visí také v penzionu Hvozd pana Švejdy v Nové Peci.